# Aulercos
Los aulercos (en latín, Aulerci) es un nombre genérico para algunos de los pueblos celtas de la antigua Galia, que incluyen varias tribus. Julio César (Comentarios a la guerra de las Galias, Libro II.34) menciona a los aulercos con los vénetos y otros estados marítimos. En los Comentarios libro VII. 75, enumera, entre los clientes de los heduos, a los aulercos branovices (Brannovices) y Brannovii (¿blanovios?), según el texto generalmente aceptado; pero los nombres en este capítulo de César están corrompidos, y no parece que brannovii sea genuino. Si el nombre Aulerci Brannovices (aulercos branovices) es genuino en el Libro VII. 75, esta rama de los aulercos, que dependía de los heduos, debe distinguirse de aquellos aulercos situados entre el Sena inferior y el Loira, y separados de los heduos por los senones, los carnutes y los bituriges cubi.
De nuevo, en el Libro VII. 75, César menciona a los aulercos cenómanos y los aulercos eburovices. Aquí se refiere a los estados marítimos (II. 34) bajo el nombre de estados armoricanos; pero esta lista no concuerda con la que aparece en el Libro II. 34, y no contiene a los aulercos puesto que los aulercos no eran considerados una tribu marítima. César (Libro III. 17) menciona una tribu de diablintes o diablintres, a quienes Ptolomeo da el nombre genérico de aulercos. Parece, entonces, que aulercos era un nombre general bajo el que se incluían diversas tribus.